# Portada/article desembre 1

## Las Meninas
Las Meninas (també anomenat La familia de Felipe IV) és un quadre del pintor espanyol Diego Velázquez pintat l'any 1656, i exposat actualment al Museu del Prado, a Madrid.
És una de les obres pictòriques més analitzades i comentades. Com a tema central, mostra la infanta Margarida, tot i que la pintura presenta altres personatges, inclòs un autoretrat del propi Velázquez. L'artista va resoldre amb gran habilitat tots els problemes de composició de l'espai, la perspectiva i la llum, gràcies al domini que tenia del tractament dels colors i els tons, i la gran facilitat per caracteritzar els personatges. Un mirall col·locat a la part del fons de la pintura reflecteix les imatges del rei Felip IV de Castella i la seva dona, segons uns historiadors, entrant a la sessió de pintura i segons d'altres posant per ser retratats per Velázquez, i són la infanta Margarida i els seus acompanyants els qui venen de visita per veure la pintura dels reis.